# Errollyn Wallen
Errollyn Wallen CBE, née le 10 avril 1958, est une compositrice britannique née au Belize.

## Jeunesse et formation
Errollyn Wallen a déménagé à Londres avec sa famille quand elle avait deux ans. Ses parents ont ensuite déménagé à New York. Ses trois frères (dont le trompettiste Byron Wallen) et sœurs et elle  ont été élevés par une tante et un oncle.
Après une période dans un pensionnat, Wallen a étudié la composition au Goldsmiths College et au King's College de Londres, et a obtenu un doctorat au King's College de Cambridge,.

## Compositions
La musique de Wallen puise dans un large éventail d'influences qui va de la musique classique d'avant-garde à l'écriture populaire. Son œuvre a été jouée dans les plus grandes salles de concert et théâtres du monde entier.
Sa première création orchestrale était un concerto pour percussions et orchestre, écrite pour le percussionniste Colin Currie et interprété par ce dernier lors de la finale du concours BBC Young Musician en 1994,. Cette pièce a ensuite été jouée aux BBC Proms de 1998, faisant de Wallen la première compositrice noire à recevoir une performance à ce festival.
Les compositions comprennent Jordan Town (2001), un « cycle de morceaux multimédias », Dervish, pour violoncelle et piano (2001), La Luga, pour quintette de guitares (2002), l'opéra Another America: Earth (2003) et All the Blues I See pour flûte et quatuor à cordes (2004).
En 2006, elle a coécrit une chanson avec l'astronaute Steve MacLean alors qu'il était à bord de la navette spatiale STS-115.
En 2007, le Gewandhaus Orchestra et le Leipzig Ballet ont interprété son œuvre, The Tempest, avec une chorégraphie de James McMenemy. Son opéra The Silent Twins, d'après un livret d' April De Angelis, a été interprété pour la première fois par l'Opéra Almeida en 2007.
En juin 2008, Carbon 12 - A Choral Symphony a été interprété pour la première fois au monde par le Welsh National Opera .
En 2010, son quintette avec piano Music for Tigers a été joué au Museum of Modern Art de New York dans le cadre de la série de concerts Summergarden.

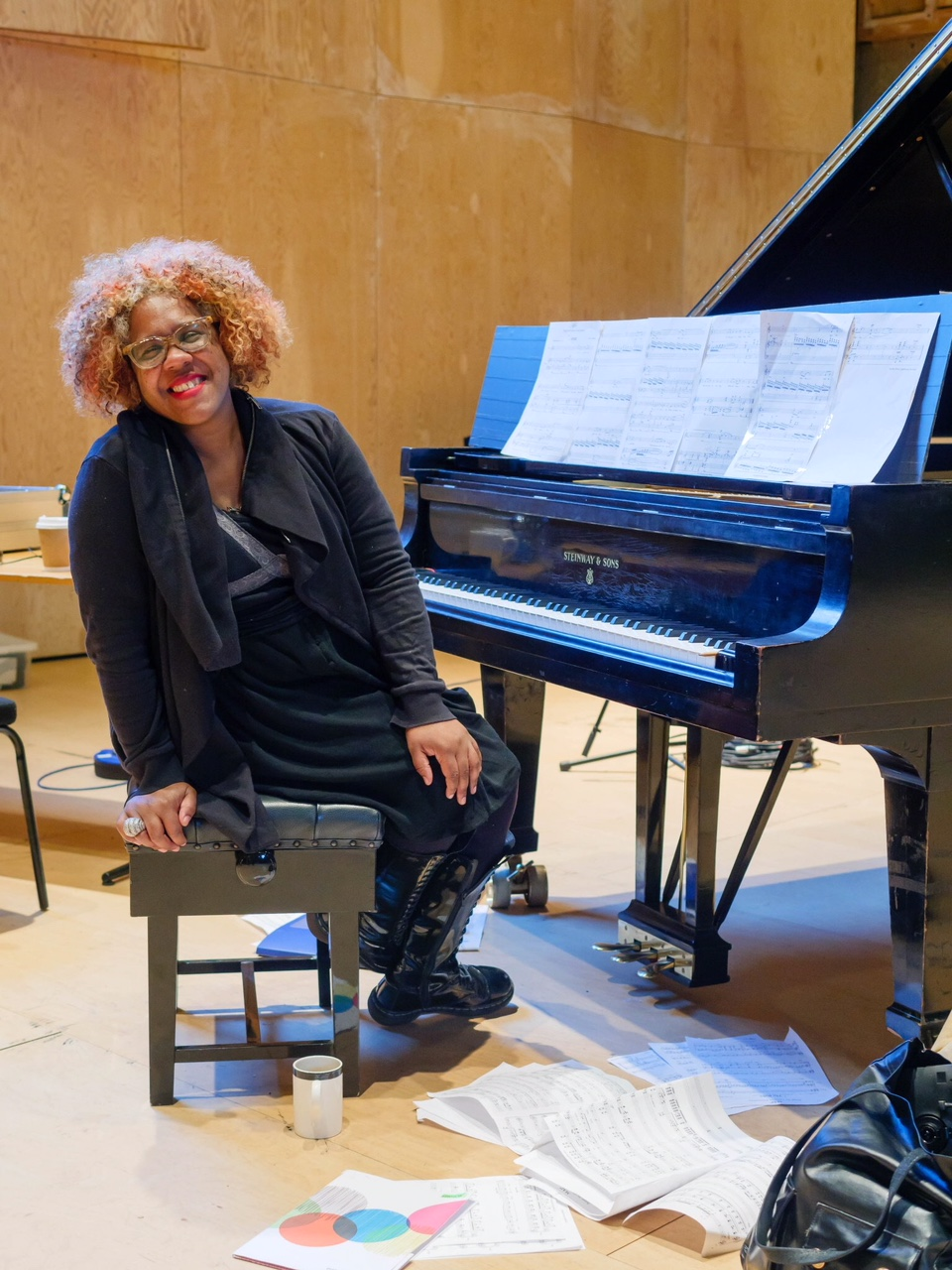
Errollyn Wallen chez Snape Maltings.

En 2012, sa chanson Daedalus de l'album Errollyn a servi de thème d'ouverture et de clôture au drame de la BBC One Night. La même année, son Principia, dont les paroles évoquent la science, a été présenté à la cérémonie d'ouverture des Jeux paralympiques de Londres.
En 2014, le Melodia Women's Choir de New York a commandé et interprété la première mondiale de Full Fathom Five .
En 2017, son œuvre, Mighty River, qui marque le bicentenaire de l'Abolition de l'esclavage au Royaume-Uni, a été présentée à la Southbank New Music Biennial.

## Enregistrements et publications
En 2004, Wallen a enregistré un album de ses propres chansons pour piano seul, intitulé Errollyn . Ses CD incluent: The Girl In My Alphabet, Meet Me at Harold Moores, présenté sur le Brodsky Quartet Mood Swings aux côtés de Björk, Sting et Elvis Costello .
La musique de Wallen est publiée par Peters Edition.

## Distinctions et récompenses
Wallen a été nommé, pour son œuvre musicale, membre de l'ordre de l'Empire britannique (MBE) pendant les festivités de l'anniversaire de la reine, en 2007, et commandeur de l'ordre de l'Empire britannique (CBE) dans les festivités du nouveal an 2020.
Elle a également reçu un prix Ivor Novello.
En 2024, elle est nommée maître de musique du roi Charles III.